# 斯坦博利斯基

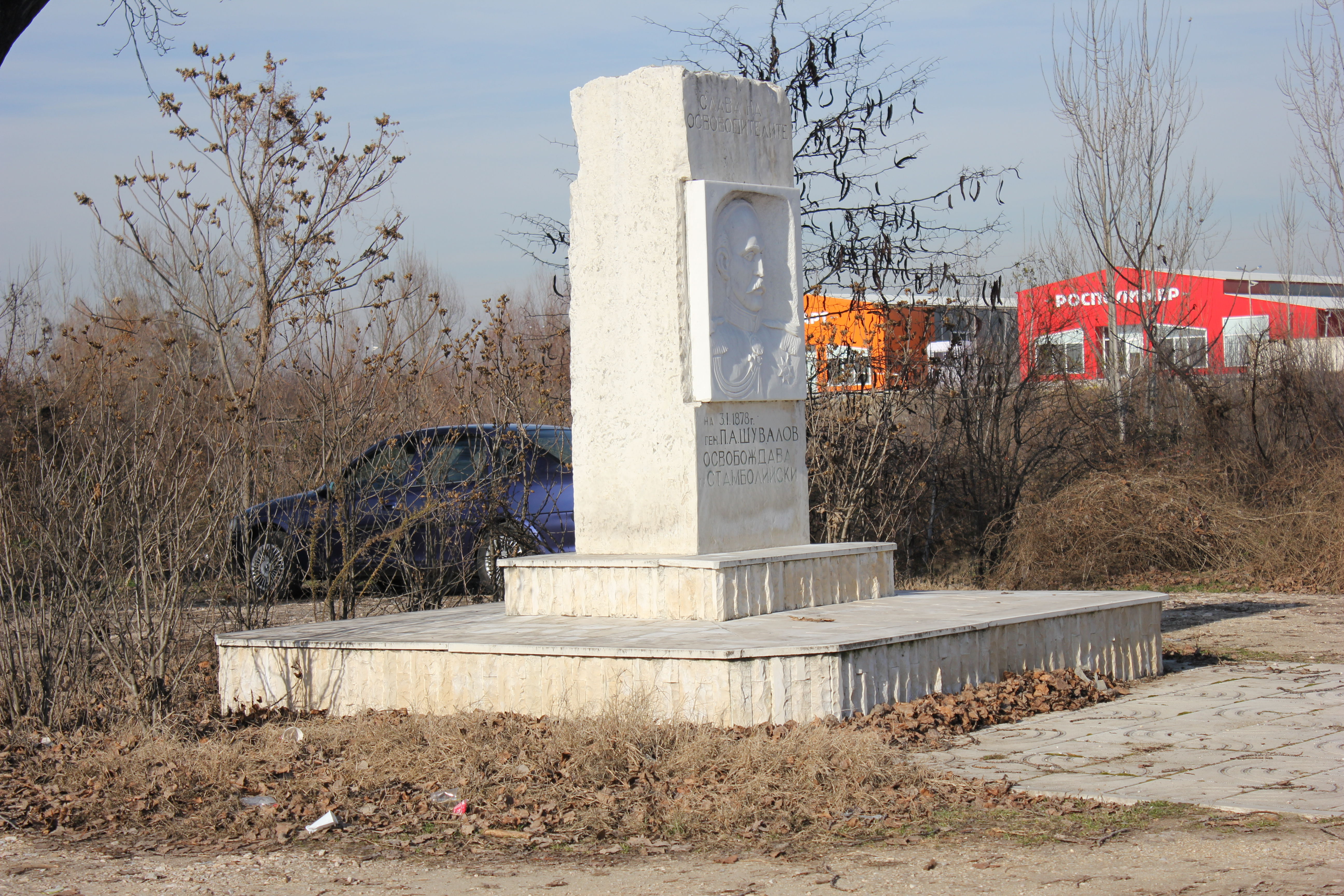
将军纪念碑

斯坦博利斯基是保加利亞南部普羅夫迪夫州斯坦博利斯基市鎮的城鎮及行政中心，距離州府普羅夫迪夫18公里，始建於1873至1875年，海拔高度200米，2005年人口13,266。